# 趙瓊奎
趙 瓊奎（チョ・ギョンギュ、朝鮮語: 조경규、1904年1月6日 - 1983年1月13日）は、日本統治時代の朝鮮および大韓民国の産婦人科医、実業家、政治家。第2・3・4代韓国国会議員、第3代前・後期民議院副議長。
本貫は咸安趙氏。ジャーナリストの趙鏞寿の叔父である。

## 経歴
慶南咸安出身。培材高普、セブランス医学専門学校（現・延世大学校）卒、京都帝大大学院修了。産婦人科医、大邱民報社長、大邱時事新報社長、慶北国民訓練院長、国民会大邱市副委員長・大邱支部組織部長・慶尚北道支部長・中央本部副会長、大韓労総最高委員を歴任した。1948年の初代総選挙に出馬したが落選し、1950年の第2代総選挙で大邱市から初当選し、自由党院内議員部政策委員長・中央委員、国会懲戒資格委員長・内務治安委員長・全院委員長・内務委員長、第3代国会民議院副議長を務めた。自由党の大物だったが、国会議長選を前に李起鵬と対立したため、党内非主流派の評価を受けたものの、4・19革命以降はしばらく自由党院内総務を務めた。1960年の第5代総選挙でも出馬した。
1983年1月13日、持病により慶南蔚山の病院で死去。享年80。